# Mirufens ceylonensis
Mirufens ceylonensis är en stekelart som beskrevs av Gennaro Viggiani 1968. Mirufens ceylonensis ingår i släktet Mirufens och familjen hårstrimsteklar.
Artens utbredningsområde är Sri Lanka. Inga underarter finns listade i Catalogue of Life.